# 新ダヴィッド同盟
新ダヴィッド同盟（しんダヴィッドどうめい）は、2010年に水戸芸術館館長吉田秀和の命名によって庄司紗矢香に結成を託された水戸芸術館専属の室内楽グループ。

## 概要
異教徒ペリシテ人を知と勇気で撃退した旧約聖書の登場人物ダヴィデにちなみ、ロマン派の作曲家ロベルト・シューマンは俗物に対抗し、真の芸術創造を達成するために「ダヴィッド同盟」という架空のグループを夢見た。これによって、メンデルスゾーン、ショパン、ベルリオーズといったロマン派の同志たちの音楽の真価が、世に広く知れ渡ることとなった。 
次代を担う若手演奏家たちが中心となって結成された「新ダヴィッド同盟」（New "Davidsbündler"）は、2010年に生誕200年を迎えるシューマンに思いを馳せ、その音楽的理念に共鳴して旗揚げされた。新時代の理想的な音楽表現のあり方を情熱的に追求していくと言う。 

## メンバー
- ヴァイオリン
  - 庄司紗矢香
  - 佐藤俊介
- ヴィオラ
  - 磯村和英
- チェロ
  - 石坂団十郎
- ピアノ
  - 小菅優

庄司の呼びかけで集まった、気心の知れた若い音楽仲間と、庄司の尊敬する東京クヮルテットメンバーの、磯村和英によって構成される。

## 演奏会
定期演奏会
- 第1回2010年12月22日（水）[1]
  - ハイドン：ピアノ三重奏曲 第39番ト長調 Hob.XV-25 作品73の2（佐藤、石坂、小菅）
  - ベートーヴェン：弦楽三重奏曲 ハ短調 作品9の3（庄司、磯村、石坂）
  - ウェーベルン：ヴァイオリンとピアノのための4つの小品 作品7（庄司、小菅）
  - シューマン：ピアノ五重奏曲 変ホ長調 作品44（庄司、佐藤、磯村、石坂、小菅）
- 第2回2011年12月17日（土）[2]
  - シューベルト：三重奏曲 変ホ長調 作品148, D897 〈ノットゥルノ〉（庄司、石坂、小菅）
  - モーツァルト：ピアノ四重奏曲 第2番 変ホ長調 K.493（佐藤、赤坂智子[3]、石坂、小菅）
  - シェーンベルク（ウェーベルン編曲）：室内交響曲 作品9（ピアノ五重奏版）（庄司、佐藤、赤坂、石坂、小菅）
  - ブラームス：ピアノ五重奏曲 ヘ短調 作品34（庄司、佐藤、赤坂、石坂、小菅）
- 第3回2012年12月22日（土）[4]
  - ベートーヴェン：ピアノ四重奏曲 変ホ長調 作品16
  - レーガー：弦楽三重奏曲 第1番 イ短調 作品77b
  - ドヴォルザーク：ピアノ五重奏曲 イ長調 作品81（庄司、佐藤、磯村、石坂、小菅）
  - ドヴォルザーク：ピアノ五重奏曲 イ長調 作品81 から 第3楽章【アンコール曲】
- 第4回Aプログラム2014年10月31日（金）[5]
  - モーツァルト：ピアノ四重奏曲 第1番 ト短調 K.478（庄司、磯村、グリーンスミス、小菅）
  - コダーイ：ヴァイオリンとチェロのための二重奏曲 作品7（佐藤、グリーンスミス）
  - フランク：ピアノ五重奏曲 ヘ短調（庄司、佐藤、磯村、グリーンスミス、小菅）
- 第4回Bプログラム2014年11月2日（日）[5]
  - シューベルト：ピアノ三重奏曲 第1番 変ロ長調 D898（庄司、グリーンスミス、小菅）
  - コダーイ：ヴァイオリンとチェロのための二重奏曲 作品7（佐藤、グリーンスミス）
  - ブラームス：ピアノ五重奏曲 ヘ短調 作品34（庄司、佐藤、磯村、グリーンスミス、小菅）
- 第5回2017年12月17日（日）[6][7]
  - シューマン：おとぎの絵本 作品113（磯村、小菅）
  - コダーイ：間奏曲（庄司、磯村、石坂）
  - シューマン：幻想小曲集 作品73（石坂、小菅）
  - ブラームス：ピアノ四重奏曲 第2番 イ長調 作品26（庄司、磯村、石坂、小菅）

佐藤俊介は都合により出演せず。
※第1回から第2回は翌日に、第3回は前日に愛知県碧南市芸術文化ホールでそれぞれ同内容の演奏会開催。